# 岸谷 (横浜市)
岸谷（きしや）は、神奈川県横浜市鶴見区の町名。現行行政地名は岸谷一丁目から四丁目。住居表示実施済み区域。

## 地理
横浜市鶴見区の西部、京浜急行電鉄生麦駅・JR東日本東海道本線の北に隣接する小丘陵地帯に位置する。。北で東寺尾・東寺尾中台、北東で鶴見・東寺尾東台、南東から南にかけて生麦、西で神奈川区子安通・子安台と接する。

### 面積
面積は以下の通りである。
| 丁目       | 面積（km²） |
| ---------- | ----------- |
| 岸谷一丁目 | 0.184       |
| 岸谷二丁目 | 0.135       |
| 岸谷三丁目 | 0.217       |
| 岸谷四丁目 | 0.189       |
| 計         | 0.725       |

### 地価
住宅地の地価は、2025年（令和7年）1月1日の公示地価によれば、岸谷4-22-25の地点で30万5000円/m²となっている。

## 歴史
隣接する生麦が市街化していく大正時代も農村的色彩が強く、東寺尾等と同様稲作や寺尾大根をはじめとする畑作が行われていた。河川が無いため水源は房野池・二ツ池（同区獅子ヶ谷に現存する二ツ池とは別）の溜池が使用された。このうち房野池は埼玉県北埼玉郡忍町（現・行田市）の山崎積蔵に買収され1920年（大正9年）に自然公園・三笠園として開業された。この三笠園はすでに遊園地として開業していた花月園に刺激されたもので、多くの種類に及ぶ花菖蒲をはじめとする植物が植えられ「花菖蒲の三笠園」として知られた。三笠園内の房野池では同1920年のアントワープオリンピックに出場するオリンピック水泳選手の練習場及び予選会場として使用され、古式泳法から近代泳法への切り替えが指導された。三笠園は入園者不足による経営逼迫によって1927年（昭和2年）閉園されるが、房野池には1937年（昭和12年）に横浜市営岸谷プールが開設されている。残る二ツ池も昭和に入ってからの耕地の宅地化に伴い一部が観光用池として残された他は埋め立てられている。1967年（昭和42年）まで大字生麦・または生麦町の小字であった岸谷であったが、同年5月1日の住居表示実施に伴い、生麦町から分離し、東寺尾町、神奈川区子安台の各一部を併せて鶴見区岸谷として設置され、新たに一丁目から四丁目が置かれた。

### 地名の由来
町名は字岸谷が生麦町から分離して周囲を併せた際に住民の要望によって旧小字の岸谷からとられた。岸谷の名は、山側の谷戸、あるいは山手の谷という意味であり、現在の生麦を古くは岸村（ガケのある村）と呼んだ時期に岸村の谷戸を指したとも考えられる。

### 沿革
- 1889年（明治22年）4月1日 - 町村制施行により生見尾村大字生麦字岸谷となる。
- 1920年（大正9年） - 三笠園開園。
- 1921年（大正10年）4月1日 - 町制を施行して鶴見町の大字生麦字岸谷となる。
- 1927年（昭和2年）4月1日 - 横浜市への編入に伴い生麦町の一部となる[8]。
- 1927年（昭和2年） - 三笠園廃止。
- 1933年（昭和8年） - 潤光学園（現・法政大学女子高等学校）が設立される。
- 1937年（昭和12年） - 房野池跡に横浜市営岸谷プールが開設される。
- 1941年（昭和16年） - 横浜市立岸谷小学校開設。
- 1947年（昭和22年） - 横浜市立生麦中学校開設。
- 1956年（昭和31年） - 岸谷小学校から出火、12教室を焼失。
- 1967年（昭和42年）5月1日 - 住居表示実施に伴い、生麦町から分離、東寺尾町、神奈川区子安台の各一部を併せ、岸谷一丁目 - 四丁目が設置される[9]。
- 1969年（昭和44年） - 岸谷地区下水道工事開始。
- 2005年（平成17年）9月15日 - 岸谷三丁目31番・33番の街区を変更する[10]。

## 世帯数と人口
2025年（令和7年）6月30日現在（横浜市発表）の世帯数と人口は以下の通りである。
| 丁目       | 世帯数    | 人口     |
| ---------- | --------- | -------- |
| 岸谷一丁目 | 1,492世帯 | 2,565人  |
| 岸谷二丁目 | 1,100世帯 | 2,050人  |
| 岸谷三丁目 | 1,985世帯 | 3,810人  |
| 岸谷四丁目 | 2,036世帯 | 3,772人  |
| 計         | 6,613世帯 | 12,197人 |

### 人口の変遷
国勢調査による人口の推移。
| 年                 | 人口   |
| ------------------ | ------ |
| 1995年（平成7年）  | 12,833 |
| 2000年（平成12年） | 12,101 |
| 2005年（平成17年） | 11,535 |
| 2010年（平成22年） | 11,238 |
| 2015年（平成27年） | 11,601 |
| 2020年（令和2年）  | 11,851 |

### 世帯数の変遷
国勢調査による世帯数の推移。
| 年                 | 世帯数 |
| ------------------ | ------ |
| 1995年（平成7年）  | 5,499  |
| 2000年（平成12年） | 5,394  |
| 2005年（平成17年） | 5,185  |
| 2010年（平成22年） | 5,138  |
| 2015年（平成27年） | 5,447  |
| 2020年（令和2年）  | 5,988  |

## 学区
市立小・中学校に通う場合、学区は以下の通りとなる（2024年11月時点）。
| 丁目       | 番地             | 小学校             | 中学校             |
| ---------- | ---------------- | ------------------ | ------------------ |
| 岸谷一丁目 | 全域             | 横浜市立岸谷小学校 | 横浜市立生麦中学校 |
| 岸谷二丁目 | 全域             | 横浜市立岸谷小学校 | 横浜市立生麦中学校 |
| 岸谷三丁目 | 2〜3番           | 横浜市立岸谷小学校 | 横浜市立生麦中学校 |
| 岸谷三丁目 | 34番8号〜35番    | 横浜市立東台小学校 | 横浜市立寺尾中学校 |
| 岸谷三丁目 | 1番 4番〜34番7号 | 横浜市立東台小学校 | 横浜市立生麦中学校 |
| 岸谷四丁目 | 全域             | 横浜市立岸谷小学校 | 横浜市立生麦中学校 |

## 事業所
2021年（令和3年）現在の経済センサス調査による事業所数と従業員数は以下の通りである。
| 丁目       | 事業所数  | 従業員数 |
| ---------- | --------- | -------- |
| 岸谷一丁目 | 82事業所  | 509人    |
| 岸谷二丁目 | 30事業所  | 321人    |
| 岸谷三丁目 | 27事業所  | 167人    |
| 岸谷四丁目 | 32事業所  | 153人    |
| 計         | 171事業所 | 1,150人  |

### 事業者数の変遷
経済センサスによる事業所数の推移。
| 年                 | 事業者数 |
| ------------------ | -------- |
| 2016年（平成28年） | 182      |
| 2021年（令和3年）  | 171      |

### 従業員数の変遷
経済センサスによる従業員数の推移。
| 年                 | 従業員数 |
| ------------------ | -------- |
| 2016年（平成28年） | 1,099    |
| 2021年（令和3年）  | 1,150    |

## 交通

### 鉄道
- 東海道本線貨物支線 - 鶴見駅・横浜羽沢駅（羽沢横浜国大駅）間。

町域南縁に触れる生麦の当地側境界線付近に東海道本線・京急本線は通っているが、町域内を線路は通過していない。乗車する場合は京急本線生麦駅・花月総持寺駅が最寄り駅になる。

### 道路
- 国道1号（第二京浜国道）

都市計画道路岸谷生麦線が横浜市によって計画されている。

## 施設
- 法政大学国際高等学校
- 横浜市立生麦中学校
- 横浜市立岸谷小学校
- 横浜市営岸谷プール
- 岸谷公園
- 横浜市鶴見消防署岸谷消防出張所
- 鶴見警察署岸谷交番
- 横浜岸谷郵便局
- 厚生労働省鶴見宿舎
- JR鶴見保育園
- 岸谷地区集会所
- 島忠 ホームズ横浜鶴見店
- ユーコープ岸谷店

## 史跡
- 生麦風早台遺跡
- 杉山神社
- 安養寺 - 浄土宗の寺院。
- 龍泉寺 - 真言宗の寺院。

## その他

### 日本郵便
- 郵便番号 : 230-0078[3]（集配局：鶴見郵便局[21]）

### 警察
町内の警察の管轄区域は以下の通りである。
| 丁目       | 番・番地等 | 警察署     | 交番・駐在所 |
| ---------- | ---------- | ---------- | ------------ |
| 岸谷一丁目 | 全域       | 鶴見警察署 | 岸谷交番     |
| 岸谷二丁目 | 全域       | 鶴見警察署 | 岸谷交番     |
| 岸谷三丁目 | 全域       | 鶴見警察署 | 岸谷交番     |
| 岸谷四丁目 | 全域       | 鶴見警察署 | 岸谷交番     |